# Kornel Horodyski
Kornel Benedykt Horodyski herbu Korczak (ur. 2 marca 1827 w Babińcach, zm. 11 lutego 1898 we Lwowie) – ziemianin, polityk konserwatywny, poseł do galicyjskiego Sejmu Krajowego i austriackiej Rady Państwa

## Życiorys
Uczył się w Akademii Terezjańskiej (1838–1852).
Ziemianin, właściciel dóbr Kolędziany koło Dawidkowiec, w pow. czortkowskim, a od 1890 także Trybuchowce w pow. buczackim, oraz Tłusteńkie. Członek Rady Powiatu (1883-1897) i Wydziału Powiatowego (1884-1890) w Czortkowie.
Poseł do Sejmu Krajowego Galicji VI kadencji (10 października 1889 - 17 lutego 1894), wybrany w kurii IV (gmin wiejskich) w okręgu wyborczym nr 10 (Husiatyń).
Był posłem do austriackiej Rady Państwa VIII kadencji (11 listopada 1895 – 22 stycznia 1897) i IX kadencji (27 marca 1897 - 11 lutego 1898) wybieranym w kurii IV (gmin wiejskich) z okręgu wyborczego nr 25 (Buczacz-Złoty Potok-Monasterzyska-Czortków-Budzanów). Pierwszy raz został wybrany w wyborach uzupełniających po śmierci Mikołaja Wolańskiego, powtórnie w marcu 1897 zwyciężając Juliana Romanczuka, otrzymawszy 272 głosy). Po jego śmierci mandat objął Marian Błażowski. W parlamencie należał do grona posłów konserwatywnych (podolacy) w Kole Polskim w Wiedniu.
Zmarł, po krótkiej chorobie. Wybór jego następcy był rozpisany pierwotnie na 23 marca, potem na 12 maja, na 23 maja.

## Rodzina
Urodził się w rodzinie ziemiańskiej, syn właściciela Babiniec Dionizego (zm. 1850). Miał braci: ziemian Wiktora (ur. 1826) i Oskara (ur. 1830) oraz siostry: Julię, żonę Hieronima Kunaszowskiego, Helenę żonę Zdzisława Ujejskiego i Sylwię, żonę Mariana Kozickiego. Ożenił się z Leonią z Garnyszów, z którą miał czterech synów ziemian: Leona (1868-1927), artystę malarza Franciszka (1871-1935), Ludwika (1872-), Piotra (1875-).